# Обриши сузе баксузе
Обриши сузе баксузе је четврти студијски албум Османа Хаџића, издат је 1994. године за издавачку кућу In Takt Records.

## Списак песама
| №  | Назив                             | Трајање |  |
| 1. | Ја јој тријезан прићи не смијем   | 4:21    |  |
| 2. | Обриши сузе баксузе               | 4:16    |  |
| 3. | У лудници                         | 4:02    |  |
| 4. | Ти би себе отровала               | 3:32    |  |
| 5. | Телефон имаш, бар понекад јави се | 4:07    |  |
| 6. | Пустите ме                        | 3:57    |  |
| 7. | Љуби ме ил остави                 | 3:28    |  |
| 8. | Гдје ли си сада љубави            | 3:52    |  |